# Кременчуцький річковий вокзал
Кременчуцький річковий вокзал — будівля на одній з пристаней порту «Кременчук». Розташований на лівому березі Дніпра у Центральній частині міста Кременчука.

## Історія
Побудовано вокзал 1985 року. В тому ж році до приміщення нового річкового вокзалу переїхала річкова міліція.

## Робота вокзалу
Влітку майже кожних вихідних до порту заходять судна з туристами.
На 13 січня 2011 річковий вокзал у Кременчуці закритий для пересічних громадян. Його послугами користуються лише судна, які ходять повз нього, та деякі власники особистих плавзасобів.

## Традиції
Річковий вокзал — традиційне місце відпочинку мешканців міста. На причальній огорожі закохані залишають навісні замки, як символ вічного кохання.
На свято Водохреща 19 січня у районі річкової вокзалу Дніпровську воду освячують служителі УПЦ КП та УПЦ МП. Крім того Свято-Миколаївський Собор УПЦ Київського патріархату влаштовує від свого храму ходу, яка закінчується на території річкової вокзали.